# 莱萨卡
莱萨卡（西班牙語：Lesaca）是西班牙纳瓦拉的一个市镇。总面积56平方公里，总人口2643人（2001年），人口密度47人/平方公里。